# Groupement de marche de la 2e division blindée
Le Groupement de marche de la 2e division blindée (GM/2e DB)est une unité de l'Armée de terre française active en Indochine de l'automne 1945 à l'automne 1946. Commandé par le lieutenant-colonel Jacques Massu, il est formé de volontaires venus de la 2e division blindée du général Leclerc de Hauteclocque. Il opère contre le Việt Minh au début de la guerre d'Indochine.

## Formation
À sa création le 1er septembre 1945, le groupement est formé du 4e bataillon du Régiment de marche du Tchad (IV/RMT), de la compagnie de marche du 501e régiment de chars de combat (CM/501e RCC), du 7e escadron du 1er régiment de marche de spahis marocains (7/1er RMSM), d'une compagnie du génie, d'une compagnie médicale et de l'escadron de réparation no 4.
La CM/501e RCC est constituée de volontaires des trois régiments de chars de la 2e DB (501e RCC, 12e RCA et 12e RC) et regroupe trois sections de six chars légers M5A1. Le IV/RMT est de l'infanterie mécanisée sur half-tracks, renforcée d'éléments du régiment blindé de fusiliers-marins. Le 7/1er RMSM est formé de trois pelotons avec chacun quatre automitrailleuses M8, quatre Jeep, un half-track et un obusier automoteur M8. Le matériel est celui utilisé par la division pendant les campagnes de France et d'Allemagne.

## Opérations
Le GM/2e DB est embarqué par les navires Suffren, Gloire, Ville de Strasbourg et Béarn et débarque à Saïgon entre le 10 et le 21 octobre 1945. Le groupement est organisé en trois sous-groupements mixtes : une compagnie d'infanterie mécanisée, un ou deux pelotons de chars, un peloton de reconnaissance et une section du génie et du matériel. 
Il est chargé dès son arrivée de soutenir l'opération Moussac qui vise à la capture de Mỹ Tho, aux côtés du Corps léger d'intervention. Le groupement continue d'opérer en Cochinchine, en soutien de l'infanterie ou en ouverture de route, jusqu'en mars 1946. Il est alors transporté par Landing Ship Tank vers Haïphong, où il remplace les soldats chinois occupant la ville aux côtés du Việt Minh. Il opère ensuite au Tonkin. 
Le groupement est dissous le 16 novembre 1946, ses soldats ayant terminé leur engagement. Ils repartent en laissant leur matériel : le 1er régiment de chasseurs à cheval récupère ainsi les M5A1 et les automitrailleuses M8 du groupement. 
En décembre 1946, après le départ du colonel Massu et de la 2e DB, 120 soldats démobilisables de la prestigieuse unité choisissent de s'installer dans le Sud de l'Indochine pour mettre en valeur des terres vierges et créer leur propre exploitation agricole. Après le refus de l'administration pour s'implanter au plateau du Tran-Ninh, une nouvelle demande de concession à Dakmil (en), dans la province du Darlac (Sud-Annam), est acceptée. Elle est accordée au Groupement de colonisation militaire, pour assurer la sécurité et le développement économique d'une partie des plateaux sud indochinois peuplés d'ethnies non-vietnamiennes (Montagnards (en)). L'opération Dakmil est soutenue par Leclerc et Massu, les 120 pionniers reçoivent de l'armée le matériel de première installation (tentes, groupes électrogènes), et l'aide de l'agronome Castagnol. Après défrichage de la forêt, sont plantés théiers, caféiers et abrasins, et des routes sont ouvertes. Aux tentes de l'armée succèdent des cases sur pilotis. En 1950, une cinquantaine de colons (anciens de la 2e DB) sont encore membres de la Société d'exploitation agricole du Darlac. Les populations montagnardes prêtent allégeance à Bao Dai et les plateaux montagnards sud indochinois deviennent domaine de la Couronne. Longtemps à l'écart de la guerre d’Indochine, les plateaux montagnards sud indochinois subissent une offensive vietminh en janvier 1954. En 1955, le gouvernement du Sud-Vietnam abolit le statut de domaine de la Couronne et entreprend la vietnamisation brutale des montagnards. Les planteurs subissent les attaques vietminhs, les bombardements américains et la difficulté d'évacuer leur production. En 1965, les 3 derniers vétérans de Dakmil abandonnent leurs plantations et mettent fin à l'aventure. 

## Personnalités ayant servi au sein du groupement
- Jacques Massu (1908-2002)
- Jean-Pierre Nouveau (1921-1991)
- André Sorret (1918-1949)
- Daniel Vigneux (1912-1946)